# 防火管理業務一部受託法人等教育担当者
防火管理業務一部受託法人等教育担当者（ぼうかかんりぎょうむいちぶじゅたくほうじんとうきょういくたんとうしゃ）は、防火管理業務一部受託法人等教育担当者講習を受講した者。

## 概要
防火管理業務を受託する法人等において、営業所又は巡回警備等の基地局ごとに防火管理及び火災対応に関する十分な知識及び技能を有する者のうちから教育担当者を定め、営業所等の職員に対し、受託した防火管理業務を執行するうえで必要な防火知識、技能を習得させるための教育や訓練を行わせることが必要である。

## 講習
2日間行われる。

### 講習科目
1. 消防法令と防火管理制度
2. 防火対象物点検資格報告制度
3. 予防管理対策
4. 消防用設備等と点検報告制度
5. 防火管理業務従事者の教育訓練
6. 火災と消防対策
7. 災害時の自衛消防対策

- 実技

1. 消防設備等の活用
2. 効果測定